# Septimer
Pour les articles homonymes, voir Col du Septimer.
Le septimer  est un cépage de cuve allemand de raisins blancs.

## Origine et répartition géographique
Le cépage est une obtention de Georg Scheu dans l'institut Landesanstalt für Rebenzüchtung à Alzey. L'origine génétique est vérifiée et c'est un croisement des cépages gewurztraminer x  müller-thurgau réalisé en 1932. Le cépage est autorisé dans de nombreux Länder en Allemagne. Ce cépage est très peu multiplié.
Du même croisement est issu le cépage würzer.

## Synonymes
Le septimer  est connu sous le sigle AZ 3952